# Боки 13
Бојан Јовановски (мкд. Бојан Јовановски; Скопље, 19. август 1986), познатији као Боки 13, македонски је предузетник, политички активиста и телевизијска личност. Првобитно познат по свом андрогеном изгледу, прославио се 2010. године као такмичар четврте сезоне ријалити-шоуа Велики брат , завршивши на трећем месту. Године 2012. објавио је албум Не плаши се огледала за City Records. Албум садржи хит песму „Калигула”, коју му је поклонила Јелена Карлеуша.
Године 2017. постао је председник Међународног савеза за цивилно друштво и социјално угрожене у Северној Македонији. У марту следеће године покренуо је национални телевизијски канал 1ТВ, који је угашен у септембру следеће године. У јуну 2020. проглашен је кривим по тачкама „трговине утицајем” и „прања новца” у оквиру истраге афере Рекет.

## Правна питања
Према писању македонског портала Netpress, Јовановски је кажњен са 15.000 евра због кријумчарења дизајнерске одеће преко Међународног аеродрома Скопље у марту 2018. године.
Дана 15. јула 2019. ухапшен је по потерници тужилаштва за организовани криминал под сумњом за рекетирање. Ово се догодило након објављивања видео и аудио-снимка из неименованог извора италијанског часописа La Verita, на којем се види како македонски предузетник Јордан Камчев, који је оптужен за организовани криминал, исплаћује 1.500.000 евра Јовановском, док он утиче на тужитељку Катицу Јаневу, са којом има блиске везе, да суди у корист Камчева. Јовановски је напоменуо и да је у вези са случајем контактирао председника Владе Северне Македоније Зорана Заева. Заев је одлучно демантовао ове спекулације називајући их неоснованим и подсетио да је он пријавио случај против Камчева. У јуну 2020. Јовановски је осуђен на девет година затвора због трговине утицајем и прања новца.
У априлу 2022. проглашен је кривим и по оптужби да је преко своје невладине организације „Међународни савез” преварио двојицу македонских предузетника за око милион евра.

## Дискографија
Студијски албуми
- Не плаши се огледала (2012)

## Филмографија
| Година | Наслов        | Улога   | Напомене |
| ------ | ------------- | ------- | -------- |
| 2010.  | Велики брат 4 | себе    | 3. место |
| 2010.  | Фарма 3       | себе    | напустио |
| 2011.  | Двор          | себе    | гост     |
| 2011.  | Арена Б13     | водитељ |          |